# Gerda Wegener
Gerda Marie Frederikke Wegener Porta, född Gottlieb 15 mars 1886 i Hammelev i Danmark, död 28 juli 1940 i Frederiksberg, var en dansk tecknare och målare.

## Biografi

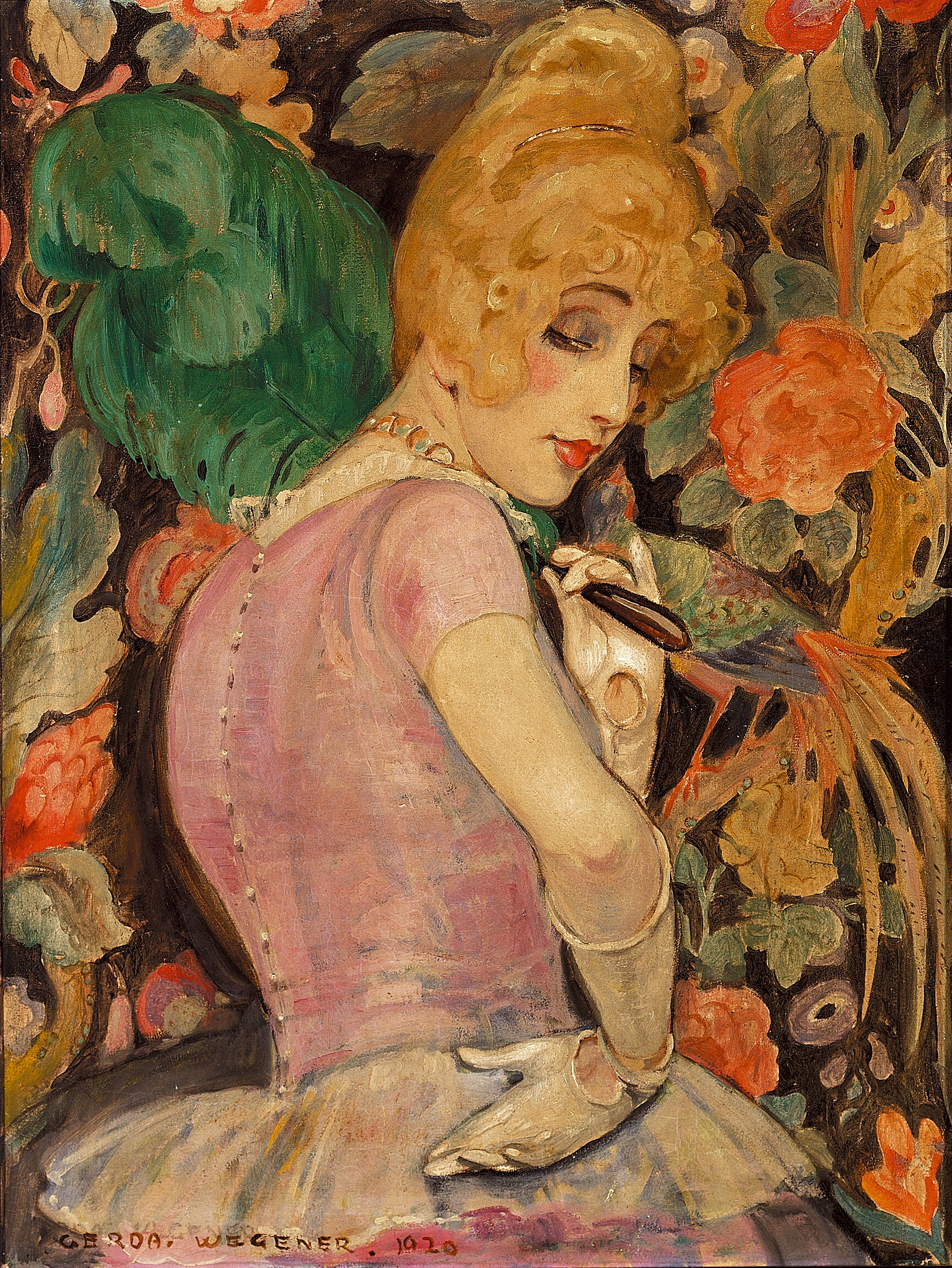
Ett av många porträtt av partnern Lili Elbe som Gerda Wegener målade under deras förhållande.

Gerda Wegener föddes i en konservativ, högkyrklig prästfamilj som dotter och enda överlevande av fyra födda barn till Ove Emil Gottlieb och Justine Østerberg. Hon växte upp i Hammelev utanför Grenå och Hobro. Hon fick som ung undervisning av målaren och läraren på Randers Tekniske Skole Viggo Simesen. Efter genomgången skolgång på Hobro Private Realskole flyttade hon till Köpenhamn 1902 för att studera på Julie Meldahls och Charlotte Sodes tecknare- och målarskola, och därefter till 1907 på Det Kongelige Danske Kunstakademi. Hon gifte sig 1904 med studiekamraten Einar Wegener. Åren 1904–1909 ställde hon ut bland annat på höstutställningen på Charlottenborg.
Hon fick sitt genombrott som tecknare 1907–1908, då hon vann en teckningstävling anordnad av tidningen Politiken. 

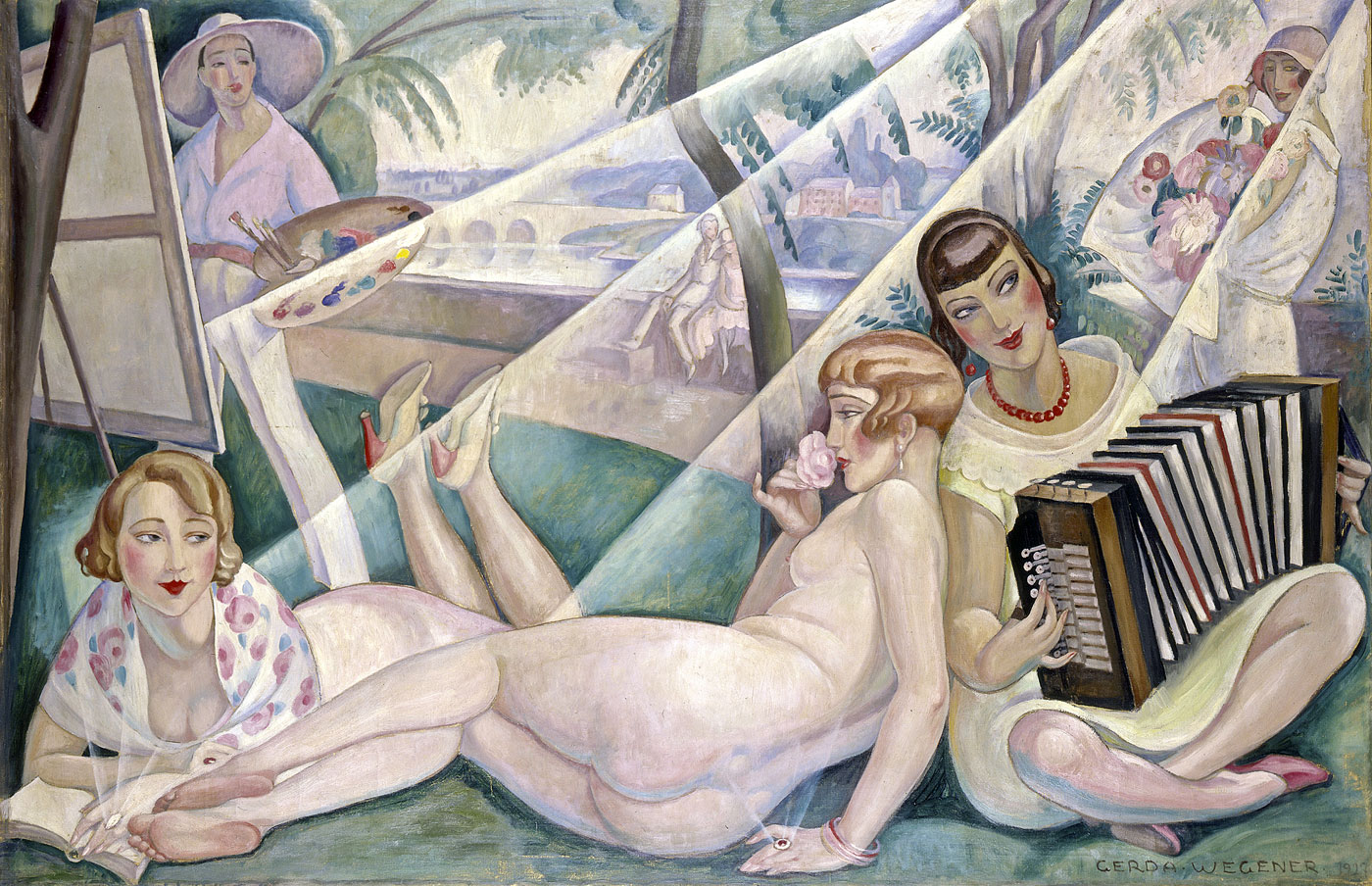
En sommardag, målning från 1927.

Tillsammans med Gerda blev hennes partner medveten om sin könsidentitet som kvinna och bytte namn till Lili Elbe. De reste senare till Italien och Frankrike, och slog sig ned i Paris 1912, där Lili Elbe kunde leva öppet som kvinna och Gerda Wegener som lesbisk. I Paris hyrde de rum på ett hotell i närheten av École des Beaux-Arts. Under 1920-talet och art deco-perioden nådde Gerda Wegener aktningsvärd framgång i Paris. Hennes bilder av utmanande, dekadenta och depraverade kvinnor passade tidens ideal. I slutet av 1920-talet kom Lili Elbe i kontakt med läkaren Kurt Warnerkros och som första transpersonen i världen genomgick hon en könsbekräftande operation, som senare kostade henne livet. År 1930 förklarades äktenskapet annullerat. Gerda Wegener gifte därefter om sig med den elva år yngre italienske majoren Fernando Porta och flyttade med honom till Marrakech och Casablanca i Marocko. År 1936 skilde sig paret och hon bosatte sig sedan i Italien och därefter i Paris. År 1938 flyttade hon tillbaka till Köpenhamn, där hon 1939 hade sin sista utställning. Gerda Wegener dog den 28 juli 1940 i Frederiksberg.
I filmen The Danish Girl (2015) porträtteras Gerda Wegener av Alicia Vikander.

## Bildgalleri

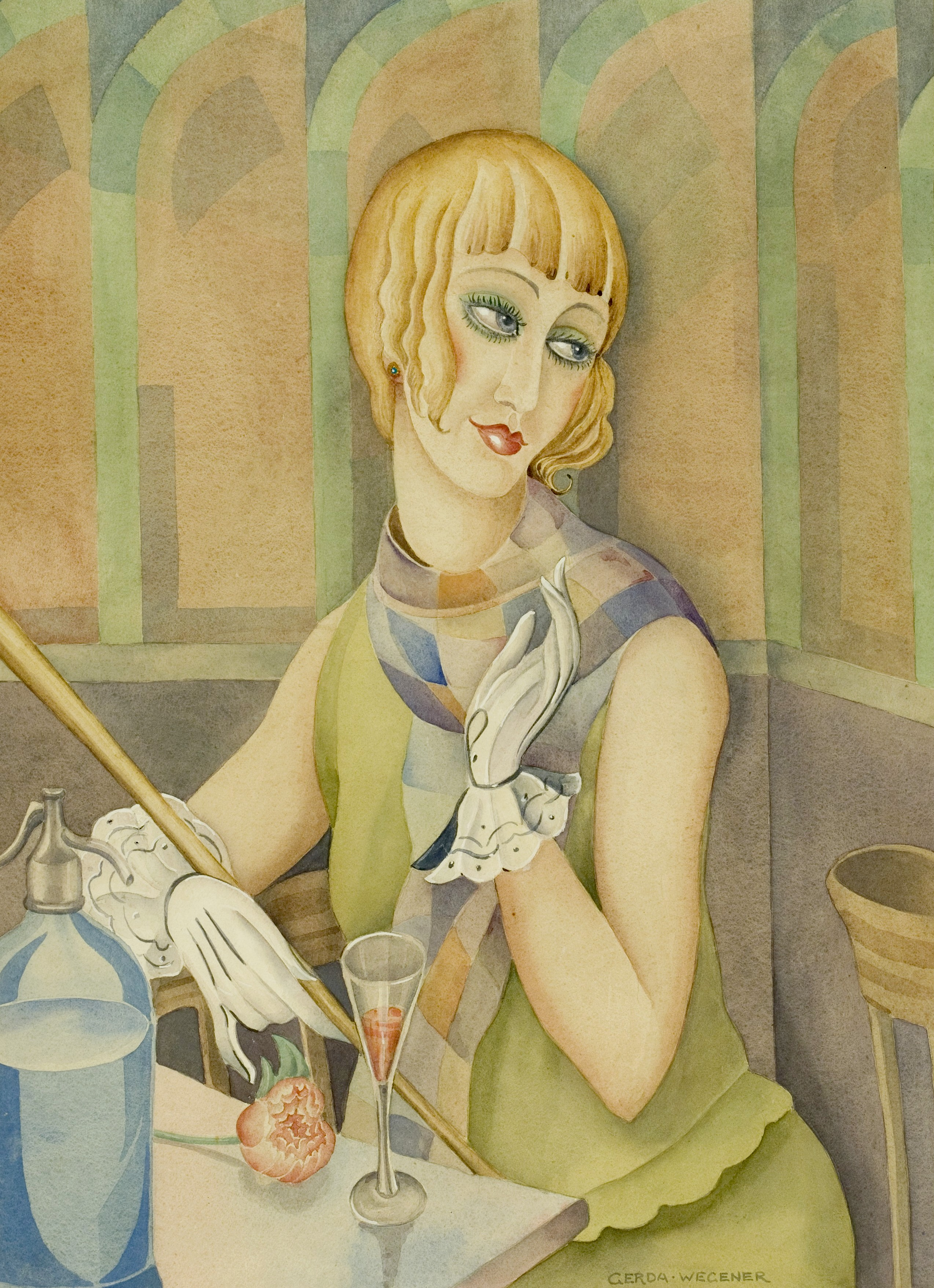
Lili Elbe, akvarell, omkring 1928
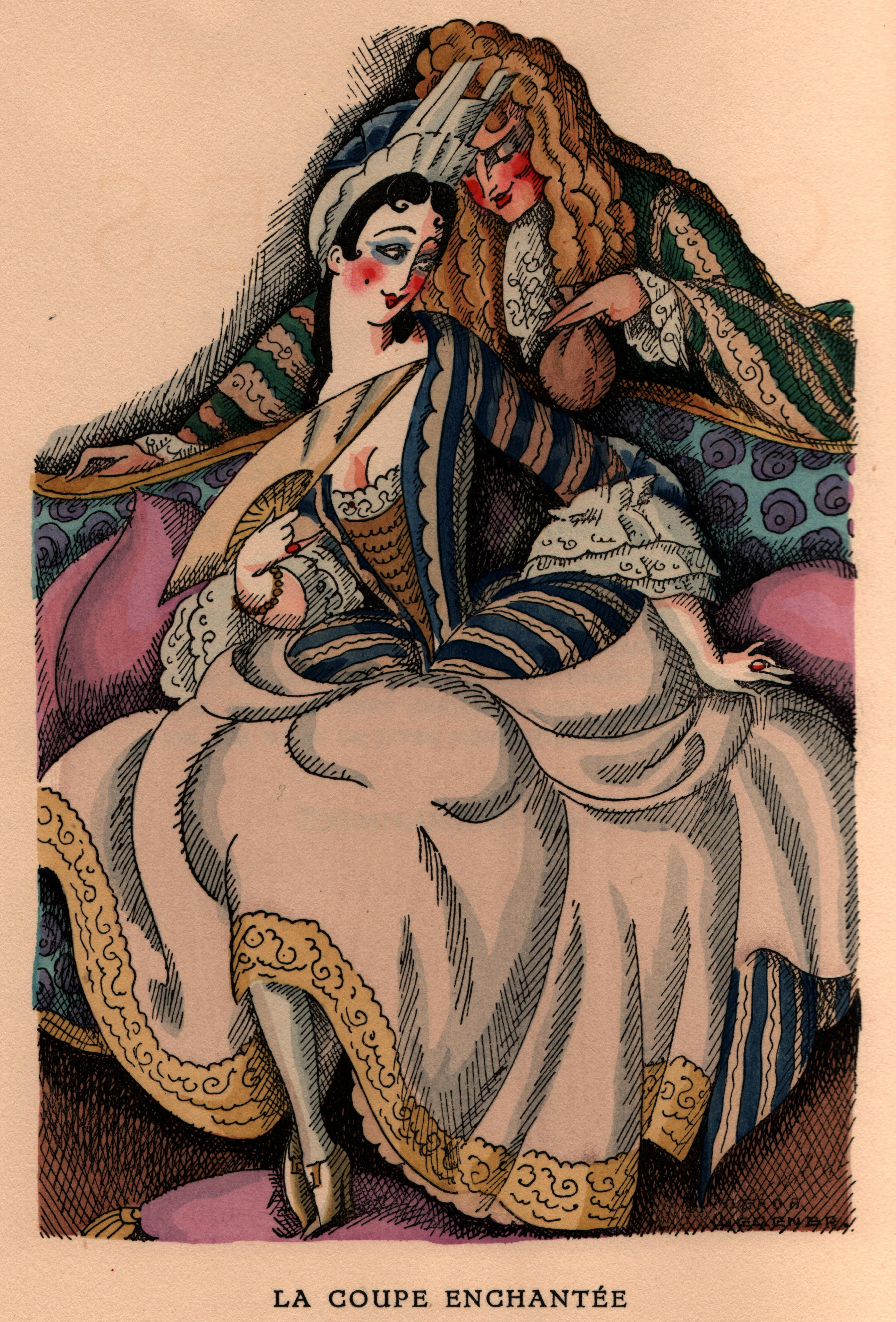
Illustration till Contes de La Fontaine, 1928
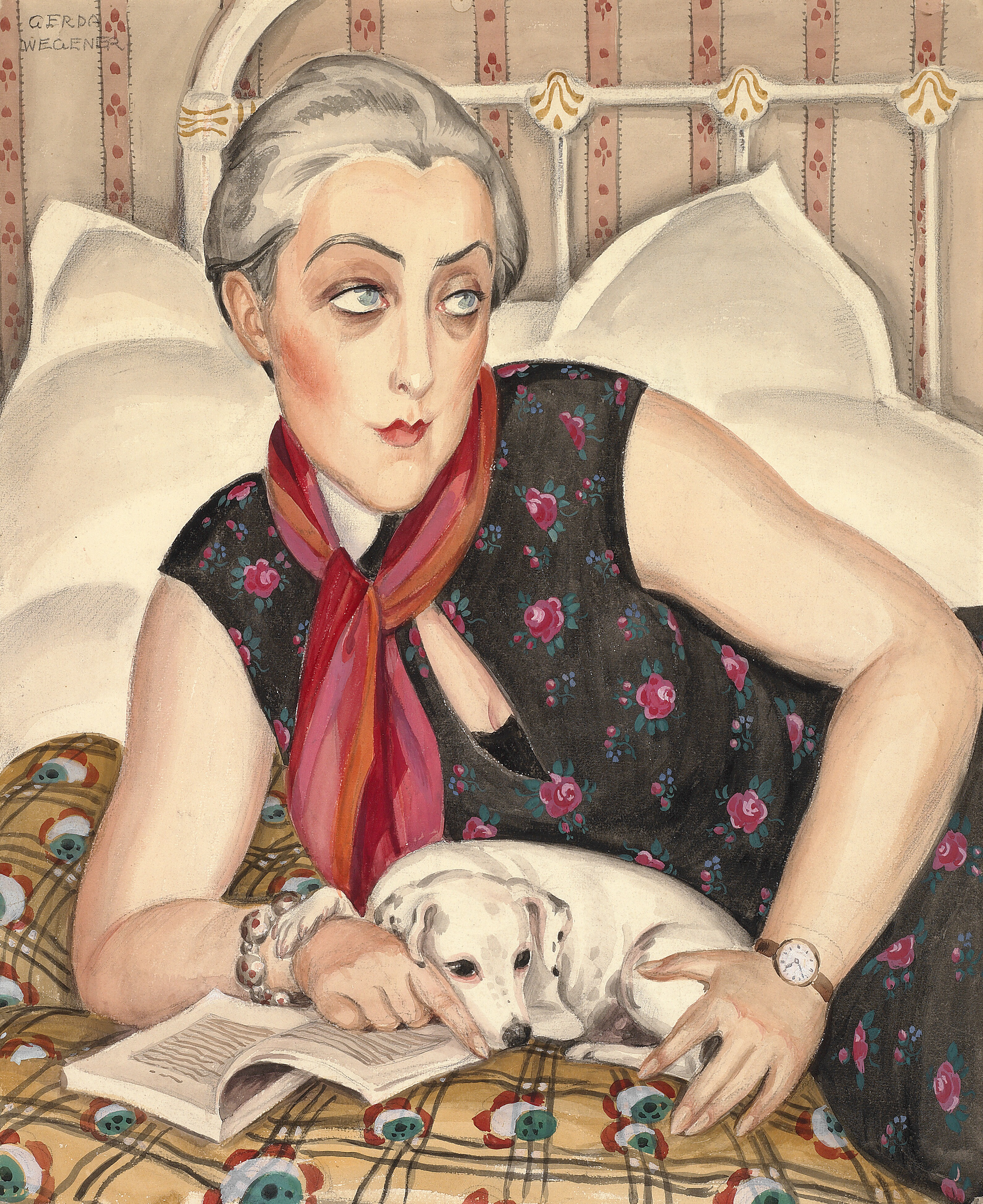
Portræt af læsende kvinde med hund
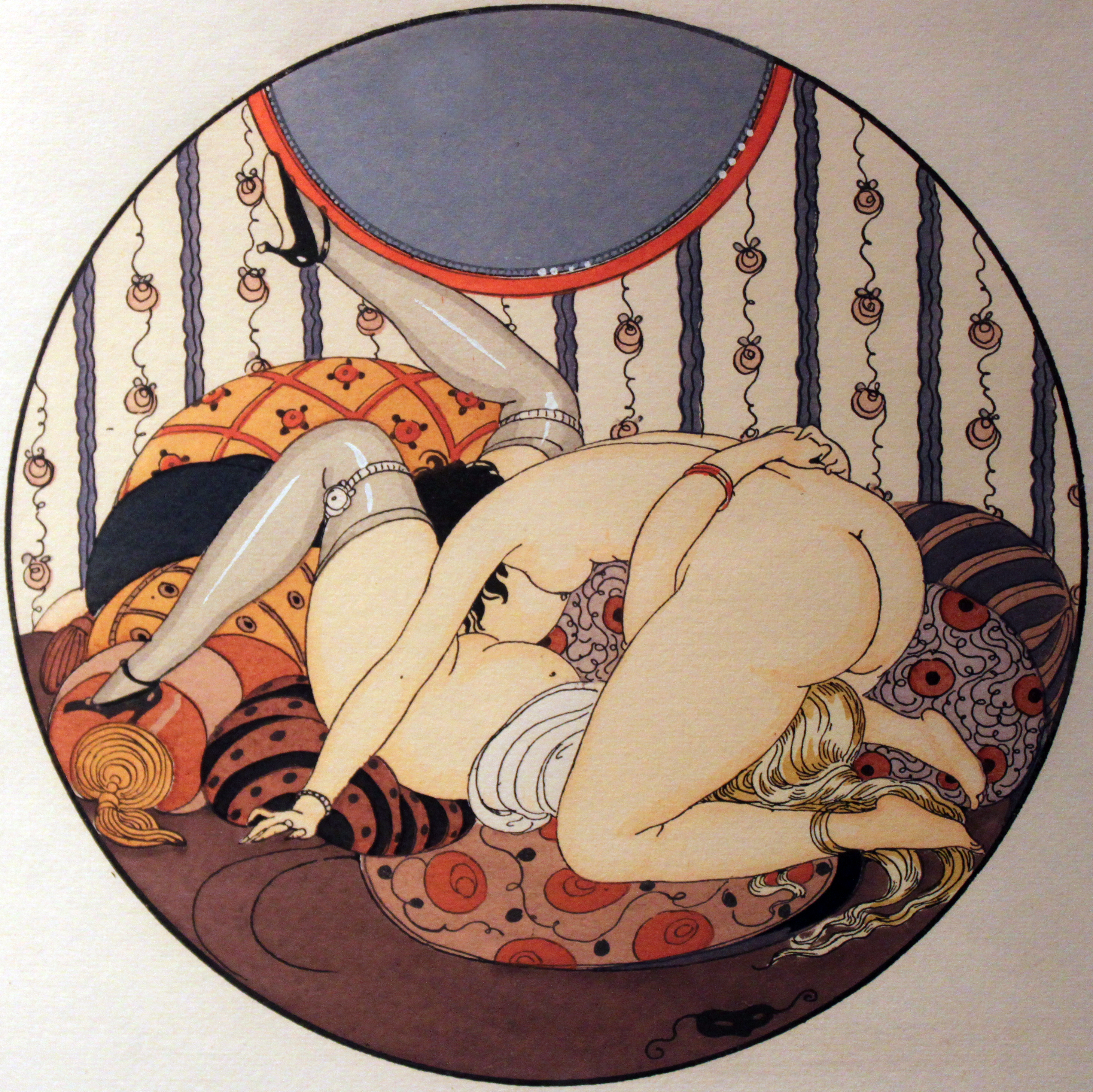
Akvarell i serien Les Délassements d'Eros, 1925
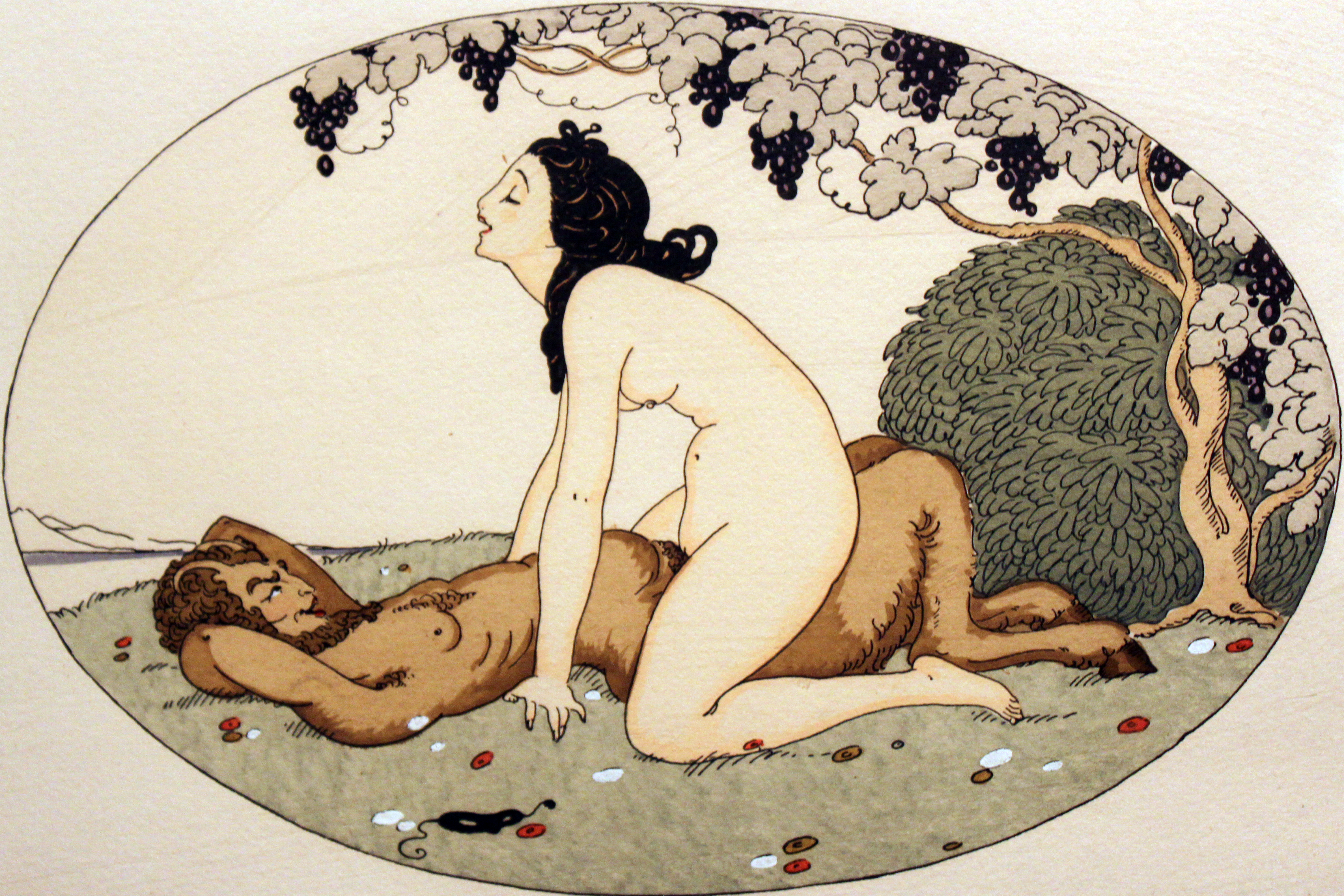
Akvarell i serien Les Délassements d'Eros, 1925